# Jihočeský krajský přebor 1964/1965
V soubojích Jihočeského krajského přeboru 1964/65 se utkalo 14 týmů dvoukolovým systémem podzim – jaro. Tento ročník skončil v červnu 1965. Vzhledem k reorganizaci postupovalo prvních 5 týmů do nově vzniklé Divize A.

## Výsledná tabulka
Zdroj: 
| Poř. | Tým                           | Z  | V  | R | P  | VG | OG | B  |
| ---- | ----------------------------- | -- | -- | - | -- | -- | -- | -- |
| 1.   | VTJ Dukla Písek               | 26 | 20 | 5 | 1  | 67 | 19 | 45 |
| 2.   | TJ Spartak Pelhřimov          | 26 | 16 | 3 | 7  | 63 | 49 | 35 |
| 3.   | VTJ Dukla Tábor „B“           | 26 | 14 | 6 | 6  | 46 | 22 | 34 |
| 4.   | TJ IGLA České Budějovice      | 26 | 13 | 5 | 8  | 51 | 33 | 31 |
| 5.   | TJ Jiskra Humpolec            | 26 | 14 | 3 | 9  | 58 | 45 | 31 |
| 6.   | TJ Spartak Milevsko           | 26 | 13 | 4 | 9  | 43 | 40 | 30 |
| 7.   | TJ Spartak Strakonice         | 26 | 10 | 6 | 10 | 49 | 48 | 28 |
| 8.   | VTJ Dukla Jindřichův Hradec   | 26 | 9  | 6 | 11 | 38 | 49 | 24 |
| 9.   | TJ RH České Budějovice        | 26 | 10 | 3 | 13 | 49 | 43 | 23 |
| 10.  | TJ KIN České Budějovice       | 26 | 9  | 4 | 13 | 44 | 59 | 22 |
| 11.  | TJ Tatran Hluboká nad Vltavou | 26 | 7  | 6 | 13 | 34 | 52 | 20 |
| 12.  | TJ RH Volary                  | 26 | 6  | 5 | 15 | 38 | 53 | 17 |
| 13.  | TJ Tatran Prachatice          | 26 | 5  | 5 | 16 | 28 | 62 | 15 |
| 14.  | TJ Spartak Soběslav           | 26 | 4  | 3 | 19 | 42 | 76 | 11 |

Poznámky:
- Z = Odehrané zápasy; V = Vítězství; R = Remízy; P = Prohry; VG = Vstřelené góly; OG = Obdržené góly; B = Body

|  | Postup do Divize A 1965/66             |
|  | Sestup do příslušné I. A třídy 1965/66 |